# (29877) 1999 GL17
(29877) 1999 GL17 là một tiểu hành tinh vành đai chính. Nó được phát hiện ngày 25 tháng 4 năm 1999 bởi LINEAR.